# Perret, Côtes-d'Armor
Perret är en kommun i departementet Côtes-d'Armor i regionen Bretagne i nordvästra Frankrike. Kommunen ligger i kantonen Gouarec som tillhör arrondissementet Guingamp. År 2018 hade Perret 172 invånare.

## Befolkningsutveckling
Antalet invånare i kommunen Perret
Referens:INSEE